# 章賢室
章 賢室（しょう けんしつ　1843年（道光23年） - 1868年（同治7年））は、第二尚氏王統第19代尚泰王の正妃・佐敷按司加那志。琉球王国最後の王妃。